# 1954 en mathématiques
| Années des mathématiques : 1951 - 1952 - 1953 - 1954 - 1955 - 1956 - 1957    |
| Décennies des mathématiques : 1920 - 1930 - 1940 - 1950 - 1960 - 1970 - 1980 |

Cet article présente les faits marquants de l'année 1954 en mathématiques.

## Naissances

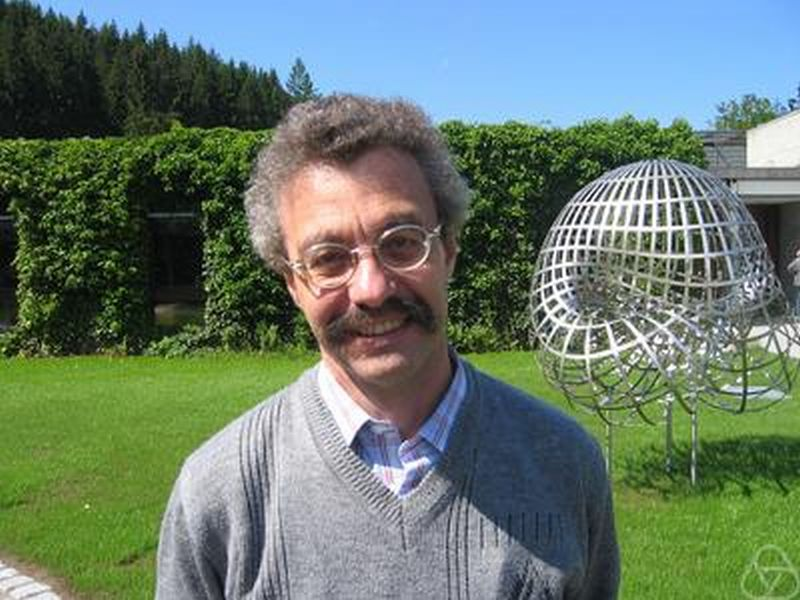
Claude Sabbah

- 3 janvier : Michèle Audin, mathématicienne française.
- 4 janvier : Daniel Goldston, mathématicien américain.
- 30 janvier : Jeffrey Lang, mathématicien américain.
- 14 février : Vladimir Drinfeld, mathématicien ukrainien, médaille Fields en 1990.
- 21 février :
  - Katherine Heinrich, mathématicienne canadienne.
  - Clifford Taubes, mathématicien américain.
- 28 février : Jean Bourgain (mort en 2018), mathématicien belge, médaille Fields en 1994.
- 30 mars : Christiane Rousseau, mathématicienne franco-canadienne.
- 17 avril : Theodore A. Slaman, mathématicien américain.
- 21 avril : Emil Post (né en 1897), mathématicien polono-américain.
- 3 mai : János Pach, mathématicien et informaticien théoricien hongrois.
- 6 mai : Nelson Merentes, mathématicien, chercheur et homme politique vénézuélien.
- 10 mai :
  - Dima Grigoriev, mathématicien et informaticien théoricien d'origine russe français.
  - James Sethian, mathématicien américain.
- 20 mai : José Seade, mathématicien mexicain.
- 3 juin : Susan Landau, mathématicienne américaine.
- 7 juillet : David Gabai, mathématicien américain.
- 14 juillet : Thomas Wolff (mort en 2000), mathématicien américain.
- 15 juillet : Mary Teuw Niane, mathématicien sénégalais.
- 28 juillet : Gerd Faltings, mathématicien allemand, médaille Fields en 1986.
- 17 août : Ingrid Daubechies, physicienne et mathématicienne belge naturalisée américaine.
- 23 août : Philip Emeagwali, informaticien et mathématicien nigérian.
- 24 septembre : Anna Nagurney, mathématicienne ukraino-américaine.
- 12 octobre : Verdiana Masanja, mathématicienne et physicienne tanzanienne.
- 17 octobre : Vladimir Touraïev, mathématicien russe.
- 30 octobre : Claude Sabbah, mathématicien français.
- 1er novembre : Denis Serre, mathématicien français.
- 17 novembre : Gilles Lebeau, mathématicien français.
- 18 novembre : Athanásios Petrákos, mathématicien et homme politique grec.
- 19 novembre : Suzanne Lenhart, mathématicienne américaine.
- 30 novembre : Dušan Repovš, mathématicien slovène.
- 4 décembre : Gianni Dal Maso, mathématicien italien.
- 6 décembre : Jean-Pierre Wintenberger (mort en 2019), mathématicien français.
- 10 décembre : Florentin Smarandache (de), mathématicien et écrivain roumano-américain.
- 12 décembre : Dominique Bakry, mathématicien français.
- 20 décembre :
  - Fokko du Cloux (mort en 2006), mathématicien français.
  - François Baccelli, mathématicien français.
- 29 décembre :
  - Albrecht Böttcher, mathématicien allemand.
  - Étienne Ghys, mathématicien français.
- Deborah Loewenberg Ball, mathématicienne américaine.
- Rodrigo Bañuelos, mathématicien américain.
- Michael Harris, mathématicien américain.
- Oren Patashnik, mathématicien américain.
- Linda Petzold, mathématicienne américaine.
- Jean-Pierre Tignol, mathématicien belge.

## Décès
- 17 janvier : Leonard Eugene Dickson (né en 1874), mathématicien américain.
- 19 janvier : Theodor Kaluza (né en 1885), physicien et mathématicien allemand.
- 28 janvier : Ernest Esclangon (né en 1876), astronome et mathématicien français.
- 30 janvier : Gino Loria (né en 1862), mathématicien italien.
- 3 mars : Hendrik de Vries (né en 1867), mathématicien et historien des sciences néerlandais.
- 5 mars : Julian Coolidge (né en 1873), mathématicien américain.
- 29 avril : Ludwig Wittgenstein (né en 1889), philosophe et mathématicien autrichien.
- 7 mai : Henri Mineur (né en 1899), mathématicien, astrophysicien et astronome français.
- 7 juin : Alan Turing (né en 1912), mathématicien anglais se suicide, persécuté pour son homosexualité.
- 4 octobre : Georg Hamel (né en 1877), mathématicien allemand.
- 8 octobre : Dimitrie Pompeiu (né en 1873), mathématicien roumain.
- 2 novembre : Henri Fehr (né en 1870), mathématicien suisse.
- 4 novembre : Archibald Read Richardson (né en 1881), mathématicien britannique.
- 14 novembre : Ernst Sigismund Fischer (né en 1875), mathématicien autrichien.
- 17 novembre : Tadeusz Banachiewicz (né en 1882), astronome, mathématicien et géodésiste polonais.
- 21 décembre : Petre Sergescu (né en 1893), mathématicien et historien de l'art roumain.